# Coleophora involucrella
Coleophora involucrella é uma espécie de mariposa do gênero Coleophora pertencente à família Coleophoridae.